# 하트랜드 레슬링 어소시에이션
하트랜드 레슬링 어소시에이션(Heartland Wrestling Association), 이하 HWA는 WWE의 제휴단체였다.

## 현 HWA 챔피언
| HWA 헤비웨이트 챔피언 | 챈스 프로펫 | 2013년 7월 27일  | 론 매티스               |
| HWA 태그팀 챔피언     | 공석        | 2010년 12월 18일 | 제시 에머슨 & 크리스 홀 |

## 하트랜드 레슬링 어소시에이션 레슬러

### 남성 레슬러
- 아론 엑스트림
- 아메리칸 킥복서 2
- BJ 휘트머
- 브라이언 비치
- 채드 크루즈
- 데이브 크리스트
- 도미니크 스틸
- 드레이크 영거
- 더스틴 레이즈
- 제롬 필립스
- 길버트
- 제이크 크리스트
- 제이슨 라이트
- 제레미 매드록스
- 제시 에머슨
- 조크 삼손
- 존 모슬리
- 존 머레이
- 케이든 아사드
- 릴' 씨
- "더 매드니스" 크리스 홀
- 마커스 앤써니
- 매트 테일러
- 올리버 케인
- "리렌트리스 " 론 마티스
- 스코티 보르텍즈
- 섕크 바르치니
- 시드 페뷸러스
- 타렉 더 레전드
- 팀 돈스트

### 태그팀
- 더 코드 (제롬 필립스 & 에릭 트라이스 & 릴' 씨 & 앤드루 데이비스)
- 더 노블 블러즈(로드 매튜 타일러 & 썰 채드윅 크루즈)
- 아이리쉬 에어본 (데이브 크리스트 & 제이크 크리스트)
- 더 히트시커스(케이든 아사드 & 제레미 매드록스)

### 매니저
- 앤드루 데이비스
- 대니 오브라이언

### 스태프
- 베이크세일 밥
- 크리스 "더 브레인" 커티스
- 라이언 캠벨
- 앤드루 "제너럴" 그레배스
- 파커 라일리(링 아나운서)
- 팀 테이텀